# Brieffreunde
Brieffreunde (Originaltitel: Pen Pals) ist die 15. Folge der zweiten Staffel der US-amerikanischen Science-Fiction-Fernsehserie Raumschiff Enterprise – Das nächste Jahrhundert. Sie wurde in den Vereinigten Staaten über Syndication vermarktet und erstmals am 1. Mai 1989 auf verschiedenen Fernsehsendern ausgestrahlt. In Deutschland war sie zum ersten Mal am 3. April 1992 in einer synchronisierten Fassung im ZDF zu sehen.

## Handlung
Im Jahr 2365 bei Sternzeit 42695.3 untersucht die Enterprise den Selcundi-Drema-Sektor, um die Ursache für die Zerstörung mehrerer Planeten zu finden. Alles spricht für eine Naturkatastrophe bislang unbekannter Art. Der erste Offizier Riker hält dies für eine gute Gelegenheit, die Führungsqualitäten des jungen Fähnrichs Wesley Crusher zu schulen, und überträgt ihm die Leitung eines geologischen Forschungsteams. Wesley fühlt sich in seiner neuen Rolle zunächst recht unwohl, denn alle Spezialisten, die er für sein Team ausgesucht hat, sind älter und erfahrener als er selbst. Als er einen sehr zeitintensiven Scan machen möchte, rät ihm sein Mitarbeiter Fähnrich Davies davon ab, da er ihn für Zeitverschwendung hält, und Wesley gibt zunächst klein bei.
Der zweite Offizier Data führt währenddessen ein privates Projekt zur Verbesserung der Schiffssensoren durch. Dabei empfängt er ein Funksignal vom Planeten Drema IV. Die Absenderin ist ein junges Mädchen namens Sarjenka. Er unterhält sich acht Wochen lang immer wieder mit ihr und findet dabei heraus, dass ihr Volk noch nicht zu interstellarem Raumflug fähig ist und ihre Heimat offenbar von der gleichen Katastrophe bedroht wird wie die bisher untersuchten Planeten. Er entscheidet sich schließlich, diese Erkenntnisse Captain Picard mitzuteilen. Picard befiehlt ihm, den Kontakt sofort abzubrechen, denn die Oberste Direktive der Sternenflotte verbietet jede Einmischung in die Entwicklung von Kulturen, die noch keinen Warp-Antrieb entwickelt haben. Zugleich ordnet er aber ein Treffen der Führungsoffiziere an, um diese unerwartete Entdeckung zu diskutieren.
Nach einem Gespräch mit Riker hat Wesley inzwischen neuen Mut gefasst und den gewünschten Scan doch noch angeordnet. Dabei wird entdeckt, dass die Kruste von Drema IV ungewöhnlich viel Dilithium enthält. Dieses hat eine Matrix gebildet, wodurch es zu einem piezoelektrischen Effekt kommt, der den Planeten zu zerreißen droht.
Unter den Führungsoffizieren entbrennt nun eine lebhafte Diskussion, ob man den Dremanern helfen soll oder nicht. Erst als Data eine Nachricht Sarjenkas abspielt, die als direkter Hilferuf zu werten ist, entscheidet sich Picard schließlich dafür. Im Orbit um Drema IV angekommen, entwickelt man den Plan, mit einer modifizierten Sonde die Dilithium-Matrix aufzubrechen und damit die geologische Aktivität des Planeten wieder zu normalisieren. Data wird gestattet, erneut Kontakt mit Sarjenka aufzunehmen, damit diese sich in Sicherheit bringen kann. Da der Funkverkehr jedoch gestört ist, entschließt sich Data, auf die Oberfläche zu beamen, um Sarjenka persönlich aufzusuchen. Er begibt sich in ihr Haus, findet es aber verlassen vor. Sarjenka und ihre Familie sind bereits geflohen, doch das Mädchen kommt noch einmal zurück, um ihren Transmitter zu holen. Da der Zustand der Planetenoberfläche sich weiter verschlechtert, fürchtet Data um Sarjenkas Leben und nimmt sie auf die Enterprise mit.
Das Mädchen fühlt sich sicher bei Data, hat vor den anderen Besatzungsmitgliedern aber zunächst große Angst. Picard sieht in ihrem Besuch auf dem Schiff einen Verstoß gegen die Oberste Direktive. Schiffsärztin Pulaski meint, dass es möglich wäre, ihre Erinnerungen an die Enterprise zu löschen. Sie führt einen entsprechenden Eingriff durch und nachdem der Planet wieder stabilisiert ist, bringt Data die bewusstlose Sarjenka zurück in ihr Haus.

## Verbindungen zu anderen Star-Trek-Produktionen
Einige Elemente aus dieser Folge wurden in späteren Star-Trek-Produktionen wieder aufgegriffen:
- Picards Begeisterung fürs Reiten wird hier erstmals thematisiert.
- Im Spielfilm Star Trek: Der erste Kontakt von 1996 wird das „Equestrian Adventure“ in einer Liste verfügbarer Holodeckprogramme aufgeführt.

Der elanische Singstein, den Dr. Pulaski Sarjenka zeigt, wurde aus dem Star-Trek-Roman Die Tränen der Sänger von 1984 übernommen, der ebenfalls von Melinda Snodgrass geschrieben wurde.

## Produktion

### Drehbuch
Die Idee zu dieser Folge stammte von Hannah Louise Shearer und wurde von Melinda Snodgrass zu einem fertigen Drehbuch ausgebaut. Von Snodgrass stammte auch die Idee, dass Data Kontakt mit Sarjenka herstellen sollte.

### Darsteller
Nicholas Cascone, Darsteller von Fähnrich Davies, spielte auch Timor in Folge 3.04 (Das Equilibrium) von Star Trek: Deep Space Nine.
Ann Gillespie, Darstellerin von Fähnrich Hildebrant, spielte auch die bajoranische Krankenschwester Jabara in vier Folgen von Star Trek: Deep Space Nine.

### Requisiten
Das Gerät zur Spektralanalyse im Geologielabor der Enterprise stammt ursprünglich aus dem Spielfilm Buckaroo Banzai – Die 8. Dimension von 1984.

## Adaptionen
Die Figur Sarjenka spielt in mehreren nicht-kanonischen Romanen der Reihe Star Trek: Corps of Engineers eine wichtige Rolle.

## Rezeption
Keith DeCandido bewertete Brieffreunde 2011 auf tor.com als eine wunderbare Folge von Raumschiff Enterprise – Das nächste Jahrhundert, die sehr gut Datas Erforschung des Menschseins mittels Neugier und Empfindung zeigt. Die zentrale Diskussion in Picards Quartier über die Anwendbarkeit der Obersten Direktive fand er hervorragend umgesetzt, ebenso lobte er die Schauspielleistung aller Hauptdarsteller.